# Dusty Rhodes
Virgil Riley Runnels, Jr., bedre kendt som "The American Dream" Dusty Rhodes, (11. oktober 1945 – 11. juni 2015) var en amerikansk wrestler, der efter sin wrestlingkarriere arbejdede som booker og producer hos World Wrestling Entertainment. 
Dusty Rhodes var en 3-dobbelt verdensmester, da han har vundet NWA World Heavyweight Championship tre gange mellem 1979 og 1986. Han har bl.a. også vundet NWA Georgia Heavyweight Championship og en række andre prominente titler inden for wrestling. I 2006 blev han medlem af WWE Hall of Fame. 